# او۱ (متروی برلین)
او۱ (آلمانی: U1) نام یک خط از متروی برلین (به آلمانی: U-Bahn) است که ۸٫۸ کیلومتر طول و سیزده ایستگاه دارد. این خط در طول شرق تا غرب کرویتسبرگ و بین دو ایستگاه Warschauer Straße و Uhlandstraße امتداد دارد.